# Gramps
Gramps (anteriormente GRAMPS, acrónimo del inglés Genealogical Research and Analysis Management Programming System) es un software libre y de código abierto para genealogía, disponible para GNU/Linux, BSD, Solaris y Windows.

## Características
Gramps es uno de los mayores software de genealogía offline. Entre sus características se incluye:
- Soporta múltiples idiomas y culturas, incluyendo apellidos múltiples, patronímicos, matronímicos, etc.[1]
- Soporta completamente Unicode.
- Calculadoras de parentesco.[2] La terminología de parentescos es distinta en cada idioma y no siempre se puede traducir fácilmente. Gramps tiene calculadoras de parentesco específicas para cada idioma.
- Genera informes en múltiples formatos, incluyendo .odt, LaTeX, .pdf, .rtf, .html, y .txt.
- Produce una amplia variedad de reportes y gráficos.
- Gramps cuenta con extensiones llamadas "Grampletes" que agregan funcionalidades según las necesidades del usuario.
- Comprobaciones para detectar posibles errores en los datos, como por ejemplo matrimonio de alguien demasiado joven.
- Soporta múltiples calendarios, como gregoriano, juliano, islámico, etc.

## Formato de archivos
El formato de exportación de datos de Gramps se llama Gramps XML y usa la extensión .gramps. Otro formato usado es el Gramps Package (.gpkg), que contiene el archivo Gramps XML y todos los archivos audiovisuales (fotos, videos, documentos, etc.) que contenga la base de datos. De forma interna Gramps utiliza una base de datos SQLite.
Gramps puede importar desde los siguientes formatos: Gramps XML, Gramps Package (Portable Gramps XML), Gramps 2.x .grdb (de versiones antiguas de Gramps), GEDCOM, CSV.
Gramps puede exportar los datos a los siguientes formatos: Gramps XML, Gramps Package (Portable Gramps XML), GEDCOM, formato GW de GeneWeb, formato Web Family Tree (.WFT), vCard, vCalendar, CSV.